# Uruguay (métro de Milan)
Pour les articles homonymes, voir Uruguay (homonymie).
Uruguay est une station de la ligne 1 du métro de Milan, situé aux croisement de la via Benedetto Croce et de la via Giacomo Quarenghi.